# 柳林街道
柳林街道，是中华人民共和国天津市河西区下辖的一个乡镇级行政单位。

## 行政区划
柳林街道下辖以下地区：
龙天园社区、微山东里社区、腾华里社区、贺福里社区、园丁公寓社区、景雅里社区、东海里社区、珠峰里社区、金海湾社区、龙博花园社区和龙瀚东园社区。